# 21 Bridges
21 Bridges är en amerikansk actionthriller från 2019. Filmen är regisserad av Brian Krik med manus skrivet av Adam Mervis och Matthew Michael Carnahan. I filmen får man följa polisen Andre Davis som ska hitta ett par rånare som dödat åtta poliser. Filmen är producerad av samma personer som ligger bakom Avengers: Infinity War.
Filmen hade premiär i Sverige den 22 november 2019, utgiven av STXfilms.

## Rollista (i urval)
| - Chadwick Boseman – Andre Davis - Sienna Miller – Frankie Burns - J.K. Simmons – Captain McKenna - Stephan James – Michael - Taylor Kitsch – Ray - Keith David – Deputy Chief Spencer - Alexander Siddig – Adi - Louis Cancelmi – Bush | - Victoria Cartagena – Yolanda - Gary Carr – Hawk - Morocco Omari – Deputy Mayor Mott - Chris Ghaffari – Brad Gales - Dale Pavinski – Tom Cheaver - Christian Isaiah – Ung Andre - Sarah Ellen Stephens – Ung Vonetta Davis - Jamie Neumann – Leigh |